# بيتر جاكسون (لاعب كرة قدم)
بيتر جاكسون (بالإنجليزية: Peter Jackson)‏ (4 أغسطس 1905 في المملكة المتحدة - 9 مايو 1986) هو مدرب كرة قدم ومدير ولاعب كرة قدم بريطاني (وحمل سابقاً جنسية المملكة المتحدة لبريطانيا العظمى وأيرلندا) في مركز الوسط. لعب مع ستوك سيتي ونادي ساوثيند يونايتد.

## وصلات خارجية
- بيتر جاكسون على موقع Soccerbase.com (مدرب) (الإنجليزية)